# Oblast Magadan
De oblast Magadan (Russisch: Магаданская область, Magadanskaja oblast) is een oblast (bestuurlijke eenheid) van Rusland. De oblast ligt in het noordoosten van het Russische Verre Oosten en omvat een deel van het Oost-Siberisch Bergland, waaronder het Kolymagebergte.
De oblast is erg dunbevolkt en meer dan 54% van de bewoners woont in de gelijknamige hoofdstad Magadan, die echter na het uiteenvallen van de Sovjet-Unie meer dan een derde van zijn bevolking kwijtraakte. Het enige andere stadje is Soesoeman (7.200 inwoners).

## Geschiedenis
De Russische bewoning van het gebied begon in de 17e eeuw. De eerste belangrijke plaats was Gizjiga (gesticht als fort in 1739) op de weg naar het fort Anadyrsk en naar Kamtsjatka. Lange tijd bleef het gebied grotendeels buiten beeld. Schatzoekers kwamen soms naar de Kolymarivier om er te zoeken naar edelmetalen, die echter niet werden gevonden.
Konstantin Staritski voerde van 1865 tot 1870 hydrografische observaties uit in het gebied en onderzocht bovendien de kusten van de Beringzee, Zee van Ochotsk en de Japanse Zee. Daarop werd het land verder in kaart gebracht door A. Jelagin en luitenant M. Onatsevitsj tussen 1870 en 1877. In 1880 en werd een nieuw onderzoek verricht langs de oceaan, dat in 1897 meegenomen werd bij de Hydrografische expeditie van de Oostelijke Oceaan. In 1900 werden de kustgebieden van de oblast voor het eerst bezocht door leden van het Russisch Geografisch Genootschap.
Gedurende het Sovjettijdperk waren delen van de regio als 'Goelag' in gebruik. De stad Magadan is gesticht in 1931 als bestuurlijk centrum aan de Nagajevobaai ten behoeve van de dwangarbeiders in de mijnen en de 169 kampen, waar jarenlang honderdduizenden mensen slavenarbeid verrichtten. Een onbekend aantal mensen kwam hierbij om het leven. Nog steeds heeft het woord "Kolyma" in Rusland een zware betekenis. Een erfenis van het Goelagsysteem is de Kolymatrakt (Bottenweg) naar Jakoetsk, die nooit helemaal afgemaakt werd. Veel van het uitgestrekte Goelagkampensysteem is inmiddels afgebroken, leeggeroofd of weggezonken in de moerassen.
Bij de opheffing van de Dalstroj-trust werd haar gebied onderverdeeld in een aantal deelgebieden, waardoor op 3 december 1953 ook de oblast Magadan ontstond.

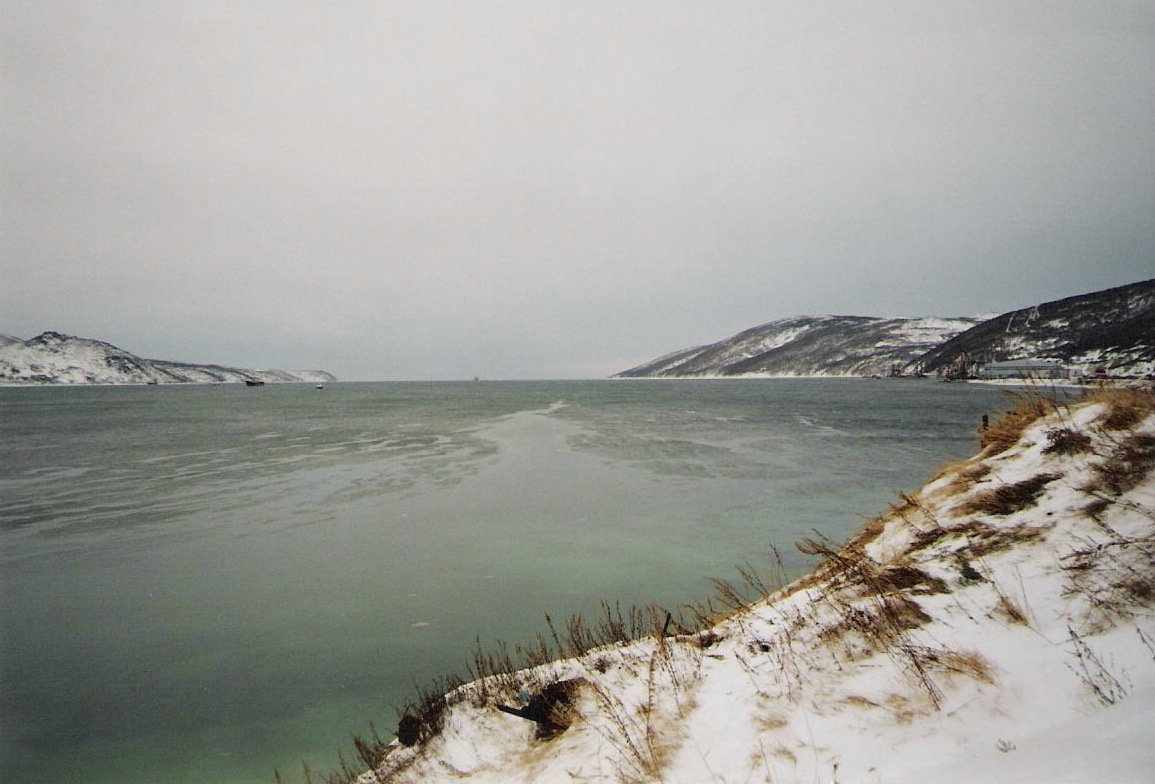
Nagajevabaai in de winter

## Geografie
De oblast heeft een oppervlakte van ongeveer 460.000 km², iets groter dan Zweden of ongeveer 11 keer zo groot als Nederland. Het gebied grenst in het zuidwesten aan de kraj Chabarovsk, in het westen aan de autonome republiek Jakoetië, in het noorden aan het autonome district Tsjoekotka, in het noordoosten aan de kraj Kamtsjatka en in het oosten en zuidoosten aan het noordelijke deel van de Zee van Ochotsk. De kustregio heeft een aantal baaien aan de Sjelichovbaai, waarvan de Gizjigabaai en de Taoejbaai (waarbinnen zich de Nagajevabaai bevindt) de belangrijkste zijn.
De oblast bestaat hoofdzakelijk uit drie groepen van vegetatie; rotsachtige bergwoestijn, toendra en bostoendra en taiga. Het zuidelijke deel is gedeeltelijk bebost met berken, wilgen, Siberische lijsterbessen, lariksen en elzen.
Tot de diersoorten in het zuiden behoren het sneeuwschaap, het rendier, de eland en de bruine beer. Er bevinden zich ook veel vogelsoorten, waaronder eenden en zeevogels. De Zee van Ochotsk heeft grote populaties koolvis, haring, kabeljouw, bot en zalm. Ook komen er walvissen, zeehonden, krabben en schelvissen voor.
In het zuiden bevinden zich vier stukjes beschermde natuur, die samen de zapovednik Magadanski vormen met een oppervlakte van iets minder dan 9.000 km. In de zapovednik bevinden zich bos-, berg- en draslandgebieden en zeemilieus (van de kustregio) van de oblast.

## Economie
Het enige industriële centrum is de stad Magadan. De andere stad, Soesoeman, was het centrum van de goudmijnbouw, maar heeft net als de omringende plaatsen veel van haar bevolking verloren.

### Delfstoffen
Het gebied staat vooral bekend vanwege de mijnbouw die er plaatsvindt. In het bijzonder goud (geschatte voorraad: 4000 ton), maar ook tin en zilver (geschatte voorraad: 80.000 ton, vooral de Doekatertslaag) wordt er veel gewonnen. Andere mijnbouwactiviteiten richtten zich op koper, steenkool en koolwaterstoffen (aardgas en aardolie).
De mijnbouw is door het uiteenvallen van de Sovjet-Unie echter voor een groot deel ingestort. De lonen, die in de Sovjettijd in het gebied 5 tot 6 keer hoger lagen dan het landelijk gemiddelde, kelderden eveneens, waardoor velen vertrokken. In de eerste jaren van de 21e eeuw is de productie van goud echter weer toegenomen. Er zijn in die tijd pogingen ondernomen om buitenlandse investeringen toe te laten om de economie weer op gang te helpen. De regio kent een aantal speciale belastingvoordelen, die echter onder druk staan door pogingen van de FSB en MVD om buitenlandse bemoeienis te weren in het gebied omdat onduidelijk zou zijn of goud zou worden gestolen. De vrije economische zone, die werd ingesteld in 1999, is voorlopig verlengd tot 2014. Er werd in 2006 ook gebouwd aan een olieraffinaderij en er is meer interesse getoond voor investeringen in de olie- en gasindustrie. Daarnaast wordt door het bestuur van de oblast gewerkt aan de openstelling van bruinkoolvoorraden.

### Landbouw en visserij
Landbouw vormt door de zware klimatologische omstandigheden slechts een kleine sector. De investeringen in de visserij zijn begin 21e eeuw sterk toegenomen en de sector vormde in 2006 93% van de export van de oblast. Centra voor de visserij zijn Magadan, Ola, Jamsk en Evensk.

## Demografie
Uit de onderstaande tabel valt de opkomst van het goelagsysteem (jaren '30) en de massale exodus na het uiteenvallen van de Sovjet-Unie af te lezen. Tussen 1989 en 2002 verloor de oblast bijna 53% van haar bevolking.
| Ontwikkeling van het inwoneraantal           |       |         |                        |                         |                         |                         |         |
| Jaar                                         | 1926  | 1939    | 1959                   | 1970                    | 1979                    | 1989                    | 2002    |
| - oblast Magadan - Tsjoekotka - totaal       | 7.000 | 152.000 | 188.889 46.689 235.578 | 251.297 101.184 352.481 | 336.951 139.944 476.895 | 385.340 157.528 542.868 | 182.726 |
| afgeronde getallen afkomstig van mojgorod.ru |       |         |                        |                         |                         |                         |         |

## Bestuurlijke indeling
De oblast bestaat uit 1 stedelijk district (Magadan) en 8 gemeentelijke districten:

## Politiek
Op 18 oktober 2001 werd de toenmalige gouverneur van Magadan, Valentin Tsvetkov, in Moskou vermoord. Na zijn dood trad Nikolaj Doedov op als interrimgouverneur, om in 2003 te worden verkozen als gouverneur.